# Scytodes costa
Espèce
Scytodes costa est une espèce d'araignées aranéomorphes de la famille des Scytodidae.

## Distribution
Cette espèce est endémique d'Équateur. Elle se rencontre dans les provinces d'El Oro, d'Esmeraldas, de Santa Elena, de Cañar et de Santo Domingo de los Tsáchilas.

## Description
La femelle holotype mesure 4,27 mm.

## Systématique et taxinomie
Cette espèce a été décrite par Dupérré et Tapia en 2023.

## Étymologie
Son nom d'espèce lui a été donné en référence au lieu de sa découverte, la côte.

## Publication originale
- Dupérré & Tapia, 2023 : « Description of eleven new species in the Scytodoidea group (Araneae: Drymusidae and Scytodidae) from mainland Ecuador. » The Journal of Arachnology, vol. 51, no 3, p. 258-286.